# Dharma (álbum de Sebastián Yatra)
Dharma es el tercer álbum de estudio del cantante colombiano Sebastián Yatra. Fue estrenado el 28 de enero de 2022, bajo el sello discográfico Universal Music Latin Entertainment.
En el álbum, Yatra mezcla muchos géneros latinos, incluyendo canciones de reguetón como en «TBT», «Pareja del año» o «Chica ideal», pop como «Tacones rojos», «Básicamente» o «Melancólicos Anónimos», rock en «Las Dudas», balada en «Quererte Bonito», cumbia en «Amor pasajero» y flamenco en «Dharma».
El disco es el más colaborativo de Yatra, contando con las participaciones de Daddy Yankee, Aitana, Natti Natasha, Jonas Brothers, Myke Towers, Guaynaa, Rauw Alejandro, Rosario, Jorge Celedón, Manuel Turizo, Elena Rose, Justin Quiles y L-Gante, entre otros. 
En sus canciones destacan los temas del amor, en los cuales se basan las canciones del disco.

## Antecedentes y lanzamiento
Yatra lanzó su canción en 2021 que fue un éxito, «Dos Oruguitas» como parte de la película de animación de Disney, Encanto, que alcanzó el número 2 en la lista Billboard Hot Latin Songs.
A finales de 2021 e inicios de 2022, Sebastián Yatra anunció por sorpresa la fecha del lanzamiento de su nuevo disco y las colaboraciones que tendría el álbum.

## Composición
Un álbum de 17 canciones que cuenta con las colaboraciones de dichos cantantes, Rosario, Daddy Yankee, Jorge Celedón,  Taki, Myke Towers, Natti Natasha, Jonas Brothers, L-Gante, Justin Quiles, Álvaro Díaz, Lenny Tavárez, Mariah Angeliq, Rauw Alejandro, Guaynaa, Manuel Turizo y Elena Rose. También es un álbum en el que Yatra mezcla varios géneros musicales latinos como el reguetón, cumbia, rock, flamenco, R&B, pop, new wave, balada, entre otros. Casi todas las canciones del álbum se lanzaron como sencillos juntos con un videoclip.

### Canciones
El disco comienza con su primera pista «Básicamente» en solitario que tiene toques de balada y pop latino. Su segunda pista, «Dharma» junto a Rosario y Jorge Celedón, es una canción flamenca que tiene toques de cumbia. La tercera pista, «Modo avión» que también es un pop latino con elementos de new wave y funk con toques de balada y disco.
Sebastián Yatra interpreta una balada junto a la cantante estadounidense Elena Rose en su cuarta pista, «Quererte bonito». Yatra interpreta un reguetón con toques de pop en la quinta pista «Tacones rojos» que su letra habla sobre una chica. La sexta pista, «Amor pasajero» es una cumbia al estilo de una villera. En la séptima pista, «Regresé» se interpreta un reguetón junto al cantante estadounidense Justin Quiles y el cantante argentino L-Gante. La octava pista «Si me la haces» junto al cantante Lenny Tavárez y la cantante Mariah Angeliq, es un pop latino y reguetón. Yatra interpreta otra balada en la novena pista «Tarde».
La décima pista, «Melancólicos anónimos» Yatra interpreta una canción tropipop que fusiona el pop latino y el funk. La undécima pista «Las dudas» con la cantante española Aitana, tiene toques de rock. La duodécima pista «Adiós» también es una balada bonita.
La decimotercera pista, «A dónde van», junto al rapero puertorriqueño Álvaro Díaz, es una canción de pop y tropipop que mezcla guitarra. Yatra junto al cantante puertorriqueño Rauw Alejandro y el colombiano Manuel Turizo interpretan una canción de pop latino con toques de reguetón en su decimocuarta pista «TBT». La decimoquinta pista «Chica ideal» junto al cantante puertorriqueño Guaynaa, es una canción de reguetón y pop latino. La decimosexta pista, «Runaway» una colaboración junto al cantante puertorriqueño Daddy Yankee y la cantante dominicana Natti Natasha junto a la banda estadounidense Jonas Brothers, interpretan una canción de reguetón, pop latino y trap latino con idioma español e inglés. El disco termina con su decimoséptima pista «Pareja del año» con el cantante puertorriqueño Myke Towers que es un reguetón con algunos sonidos de pop.
De no ser así, Dharma +, la edición especial de Dharma, tiene cuatro canciones adicionales y solo tres de cuatro se lanzaron como sencillo. En esta edición especial, después de la decimoséptima pista, contiúa el remix de «Tacones rojos» junto al DJ Tiësto. La decimonovena pista, «Contigo» junto al cantante español Pablo Alborán que también interpretan una balada. La vigésima pista, «TV» el sencillo en solitario de Dharma + que es una canción de pop y tropipop con tambores suaves. Finalmente, termina con la vigésima primer pista, la versión junto al cantautor estadounidense John Legend, «Tacones rojos».

## Recepción

### Comercial
En su primera semana debutó como #1 en Spotify a nivel mundial y en USA. Después de haber sido publicado, consiguió  la posición número dos de la lista de Promusicae en los registros de la quinta semana del año. Sólo por detrás del álbum Superpop de Belén Aguilera. Sin embargo en la siguiente semana consiguió encabezar la lista de los álbumes más populares en España. Siendo el primer álbum de Yatra en encabezar la lista de álbumes españoles, en las siguientes semanas posteriores al encabezamiento de la lista se mantuvo en el top 5 junto a El Madrileño (2020) de C. Tangana y Vice Versa (2020) de Rauw Alejandro.
Este lanzamiento, ayudó mucho a la promoción de sus sencillos ya que «Tacones rojos» saltó al puesto número 2 del conteo de canciones de Promusicae tras la publicación del disco. Esa misma semana «Pareja del año» también registró un repunte subiendo al puesto número 30 en el registro de la semana 51 de 2021.
En las listas de streaming, el álbum consiguió debutar en la posición número ocho de los Top Álbumes Semanales de Spotify en Colombia tras haber sido publicado en la semana anterior. Y consiguiéndose mantener exitosamente en el top 10 en sus siguientes semanas después el lanzamiento. Mientras en las listas mundiales el álbum consiguió debutar en el puesto 23 de los 200 álbumes global gracias al streaming dado por países como Colombia, México o España entre otros y desde su publicación ha conseguido mantéese exitosamente en el top 50, siendo uno de los álbumes en Español que más alto se posiciona en lo que va de 2022.

## Lista de canciones
| N.º | Título                                                       | Duración |  |
| 1.  | «Básicamente»                                                | 2:25     |  |
| 2.  | «Dharma» (con Jorge Celedón y Rosario)                       | 3:16     |  |
| 3.  | «Modo avión»                                                 | 2:49     |  |
| 4.  | «Quererte bonito» (con Elena Rose)                           | 4:30     |  |
| 5.  | «Tacones rojos»                                              | 3:08     |  |
| 6.  | «Amor pasajero»                                              | 2:32     |  |
| 7.  | «Regresé» (con L-Gante y Justin Quiles)                      | 3:15     |  |
| 8.  | «Si me la haces» (con Mariah Angeliq y Lenny Tavárez)        | 3:08     |  |
| 9.  | «Tarde»                                                      | 3:05     |  |
| 10. | «Melancólicos anónimos»                                      | 3:19     |  |
| 11. | «Las dudas» (con Aitana)                                     | 2:47     |  |
| 12. | «Adiós»                                                      | 3:02     |  |
| 13. | «A dónde van» (con Álvaro Díaz)                              | 2:55     |  |
| 14. | «TBT» (con Rauw Alejandro y Manuel Turizo)                   | 4:03     |  |
| 15. | «Chica ideal» (con Guaynaa)                                  | 3:02     |  |
| 16. | «Runaway» (con Daddy Yankee, Jonas Brothers y Natti Natasha) | 3:23     |  |
| 17. | «Pareja del año» (con Myke Towers)                           | 3:14     |  |

| Dharma+: Edición Especial Bonus tracks |                                   |          |  |
| N.º                                    | Título                            | Duración |  |
| 18.                                    | «Tacones rojos» (Tiësto Remix)    | 3:23     |  |
| 19.                                    | «Contigo» (con Pablo Alborán)     | 3:29     |  |
| 20.                                    | «TV»                              | 2:46     |  |
| 21.                                    | «Tacones rojos» (con John Legend) | 3:10     |  |

| Dharma: Edición Japonesa Bonus tracks |                                               |          |  |
| N.º                                   | Título                                        | Duración |  |
| 22.                                   | «Chica ideal» (Remix con Guaynaa y Will.i.am) | 3:17     |  |
| 23.                                   | «Traicionera»                                 | 3:50     |  |

## Posicionamiento en listas
| Listas (2021-2022)  | Mejor posición |
| ------------------- | -------------- |
| España (PROMUSICAE) | 1              |

## Dharma Tour
En conjunto con el anuncio de Dharma, se anuncia la tercera gira mundial con la finalidad de promocionar el álbum. Bajo el nombre de Dharma Tour

### Fechas
| Fecha                    | Ciudad                  | País                 | Recinto                           |
| ------------------------ | ----------------------- | -------------------- | --------------------------------- |
| Norteamérica             |                         |                      |                                   |
| 23 de febrero de 2022    | Ciudad de México        | México               | Auditorio Nacional                |
| 25 de febrero de 2022    | Guadalajara             | México               | Auditorio Telmex                  |
| 19 de marzo de 2022      | Austin                  | Estados Unidos       | Moody Amphitheater                |
| Latinoamérica            |                         |                      |                                   |
| 21 de abril de 2022      | Querétaro               | México               | Auditorio Josefa Ortiz            |
| 22 de abril de 2022      | Aguascalientes          | México               | Teatro del Pueblo                 |
| 23 de abril de 2022      | Monterrey               | México               | Auditorio citiBanamex             |
| 29 de abril de 2022      | Mérida                  | México               | Coliseo Yucatán                   |
| 30 de abril de 2022      | Cozumel                 | México               | Palacio del Carnaval              |
| 12 de mayo de 2022       | San Luis Potosí         | México               | Plaza de Toros                    |
| 14 de mayo de 2022       | Ciudad de México        | México               | Autódromo Hermanos Rodríguez      |
| 4 de junio de 2022       | San Pedro Sula          | Honduras             | Expocentro                        |
| 10 de junio de 2022      | Puebla                  | México               | Auditorio Metropolitano           |
| 12 de junio de 2022      | Cancún                  | México               | Pollen                            |
| Europa                   |                         |                      |                                   |
| 16 de junio de 2022      | Santiago                | España               | Monte do Gozo                     |
| 18 de junio de 2022      | Bilbao                  | España               | Bilbao Arena                      |
| 23 de junio de 2022      | Marbella                | España               | Auditorio                         |
| 24 de junio de 2022      | Valencia                | España               | Plaza de toros                    |
| 26 de junio de 2022      | Sevilla                 | España               | Auditorio Rocío Jurado            |
| 29 de junio de 2022      | Madrid                  | España               | WiZink Center                     |
| 30 de junio de 2022      | Benicasim               | España               | Recinto de Festivales             |
| 1 de julio de 2022       | Barcelona               | España               | Palau Sant Jordi                  |
| 2 de julio de 2022       | Tarragona               | España               | Tarraco Arena                     |
| 8 de julio de 2022       | Simancas                | España               | Los Pinos                         |
| 9 de julio de 2022       | Torrelavega             | España               | Campos del Malecón                |
| 13 de julio de 2022      | Vigo                    | España               | Parque de Castrelos               |
| 15 de julio de 2022      | Murcia                  | España               | Plaza de toros                    |
| 16 de julio de 2022      | Úbeda                   | España               | Auditorio del Recinto Ferial      |
| 17 de julio de 2022      | Chiclana de la Frontera | España               | Sancti Petri                      |
| 19 de julio de 2022      | Avilés                  | España               | Pabellón Magdalena                |
| 21 de julio de 2022      | Calviá                  | España               | Antiguo Aquapark                  |
| 22 de julio de 2022      | Palafrugell             | España               | Jardines de Cap Roig              |
| 24 de julio de 2022      | Torrevieja              | España               | Parque Antonio Soria              |
| Sudamérica               |                         |                      |                                   |
| 29 de julio de 2022      | Santiago                | Chile                | Movistar Arena                    |
| 30 de julio de 2022      | Santiago                | Chile                | Movistar Arena                    |
| 31 de julio de 2022      | Montevideo              | Uruguay              | Antel Arena                       |
| 3 de agosto de 2022      | Rosario                 | Argentina            | Salón Metropolitano               |
| 5 de agosto de 2022      | Córdoba                 | Argentina            | Plaza de la Música                |
| 7 de agosto de 2022      | Asunción                | Paraguay             | SND Arena                         |
| 9 de agosto de 2022      | Mendoza                 | Argentina            | Arena Maipú                       |
| 12 de agosto de 2022     | Buenos Aires            | Argentina            | Movistar Arena                    |
| 13 de agosto de 2022     | Buenos Aires            | Argentina            | Movistar Arena                    |
| 16 de agosto de 2022     | La Paz                  | Bolivia              | Teatro al Aire Libre              |
| 17 de agosto de 2022     | Santa Cruz              | Bolivia              | Arena Sonilum                     |
| 19 de agosto de 2022     | Lima                    | Perú                 | Arena Perú                        |
| Norteamérica             |                         |                      |                                   |
| 25 de agosto de 2022     | Sugar Land              | Estados Unidos       | Smart Financial Centre            |
| 26 de agosto de 2022     | Dallas                  | Estados Unidos       | Toyota Music Factory              |
| 27 de agosto de 2022     | Hidalgo                 | Estados Unidos       | Payne Arena                       |
| 28 de agosto de 2022     | San Antonio             | Estados Unidos       | Freeman Coliseum                  |
| 31 de agosto de 2022     | Laredo                  | Estados Unidos       | Sames Auto Arena                  |
| 2 de septiembre de 2022  | Phoenix                 | Estados Unidos       | Arizona Federal Theatre           |
| 3 de septiembre de 2022  | San Diego               | Estados Unidos       | Viejas Arena                      |
| 4 de septiembre de 2022  | Los Ángeles             | Estados Unidos       | YouTube Theater                   |
| 7 de septiembre de 2022  | Seattle                 | Estados Unidos       | Moore Theatrer                    |
| 8 de septiembre de 2022  | Portland                | Estados Unidos       | Keller Auditorium                 |
| 10 de septiembre de 2022 | Las Vegas               | Estados Unidos       | Chelsea Theatre                   |
| 11 de septiembre de 2022 | San José                | Estados Unidos       | San José Civic                    |
| 15 de septiembre de 2022 | Chicago                 | Estados Unidos       | Rosemont Theatre                  |
| 17 de septiembre de 2022 | Montreal                | Canadá               | Place Bell                        |
| 18 de septiembre de 2022 | Toronto                 | Canadá               | History                           |
| 29 de septiembre de 2022 | Atlanta                 | Estados Unidos       | Fox Theatre                       |
| 30 de septiembre de 2022 | Orlando                 | Estados Unidos       | Dr. Phillips Center               |
| 1 de octubre de 2022     | Miami                   | Estados Unidos       | FTX Arena                         |
| 7 de octubre de 2022     | Fort Washington         | Estados Unidos       | The Theater                       |
| 8 de octubre de 2022     | Nueva York              | Estados Unidos       | United Palace Theatre             |
| 9 de octubre de 2022     | Boston                  | Estados Unidos       | Orpheum Theatre                   |
| Latinoamérica            |                         |                      |                                   |
| 20 de octubre de 2022    | Quito                   | Ecuador              | Coliseo Rumiñahui                 |
| 22 de octubre de 2022    | Guayaquil               | Ecuador              | Riocentro El Dorado               |
| 28 de octubre de 2022    | Bogotá                  | Colombia             | Movistar Arena                    |
| 29 de octubre de 2022    | Bogotá                  | Colombia             | Movistar Arena                    |
| 30 de octubre de 2022    | Medellín                | Colombia             | Plaza de Toros La Macarena        |
| 12 de noviembre de 2022  | San Juan                | Puerto Rico          | Coca- Cola Music Hall             |
| 1 de diciembre de 2022   | Ciudad de Panamá        | Panamá               | Plaza Amador                      |
| 2 de diciembre de 2022   | San José                | Costa Rica           | Estadio Nacional                  |
| 3 de diciembre de 2022   | Managua                 | Nicaragua            | Polideportivo Alexis Argüello     |
| 10 de diciembre de 2022  | Santo Domingo           | República Dominicana | Centro Olímpico Juan Pablo Duarte |